# Albrecht-Thaer-Gymnasium
Das Albrecht-Thaer-Gymnasium ist ein Gymnasium im Hamburger Stadtteil Stellingen mit etwa 1000 Schülern.

## Geschichte
Am 13. Oktober 1873 öffnete in gemieteten Räumen in der Nähe des Holstentors die sogenannte Höhere Bürgerschule. Im ersten Jahr wurde sie von nur etwa 90 Schülern besucht. Zum ersten Schulleiter wurde Carl Christian Redlich ernannt. Als „Knabenschule vor dem Holstentor“ hatte der spätere Reformpädagoge und Schriftsteller Wilhelm Lamszus 1902 bis 1903 seine erste Lehrerstelle als „Hilfslehrer“.
In den darauffolgenden Jahren wuchs die Anzahl der Schüler auf über 300. Am 14. Oktober 1878 bezog die Schule ein eigenes Gebäude am Holstenglacis 6/Vor dem Holstentor. Als Nachfolger Redlichs wurde 1896 Albrecht Wilhelm Thaer eingesetzt. Unter Thaer wurden Reformen des Lehrplans in Angriff genommen, etwa in Mathematik, naturwissenschaftlichen Fächern und im Bereich der Sprachen. Als Oberrealschule vor dem Holstentor war dies die erste naturwissenschaftlich und neusprachlich ausgerichtete Schule ohne Latein und Griechisch in Hamburg.
Beim Ausbruch des Ersten Weltkriegs wurde Thaer zum Kriegsdienst einberufen. Seine Stelle als Schulleiter übernahm der spätere Landesschulrat Ludwig Doermer. Nach dem Krieg kehrte Thaer noch für kurze Zeit an seine alte Position als Schulleiter zurück. 1919 übernahm der Arbeiter- und Soldatenrat in Hamburg vorübergehend die Regierungsgewalt und schaffte das Direktoriat in allen Schulen Hamburgs ab. Das 1920 erlassene „Selbstverwaltungsgesetz“ sah eine gemeinsame Verwaltung der Schulen durch Elternrat und Lehrerkollegium vor. 1923 wurde die Schule zu Ehren des 1921 verstorbenen Albrecht Thaer in Albrecht-Thaer-Schule umbenannt.
Der Schulverein wurde 1933 nach dem sogenannten Führerprinzip neu organisiert. Der durch die Landesunterrichtsbehörde berufene Bruno Peyn übernahm die Schulleitung. Kurz vor dem Ermächtigungsgesetz bekannte sich immer noch eine Mehrheit des Kollegiums der Schule zur Weimarer Schulverfassung. Bis 1937 hieß die Schule Thaer-Oberrealschule vor dem Holstentor, dann Albrecht-Thaer-Oberschule für Jungen (OfJ).
Das Gebäude am Holstentor war kriegsbedingt beschädigt. Mit etwa 330 Schülern, betreut von 14 Lehrkräften, wurde der Unterricht am 2. Oktober 1945 wieder aufgenommen. Zu Beginn des Schuljahres 1951/52 wurde beschlossen, dass künftig an der Albrecht-Thaer-Schule Schüler der Volks-, Mittel- und Oberschule unter einem Dach unterrichtet werden, weil nach dem Krieg viele Familien an den Stadtrand zogen und die Schule so mit rückläufigen Schülerzahlen zu kämpfen hatte. Dieser Schulversuch einer additiven Gesamtschule wurde nach zehn Jahren aufgegeben. Die Schule hieß ab 1957 Albrecht-Thaer-Gymnasium.
Zu Beginn des Schuljahres 1968/69 wurde der Umzug der Schule in einen Gebäudekomplex am Wegenkamp beschlossen. Das alte Gebäude am Holstenglacis 6 wurde darauf von der Abendschule vor dem Holstentor übernommen. Am neuen Standort hatte die Albrecht-Thaer-Schule 1982 mit circa 920 Schülern die höchste Schülerzahl in ihrer Geschichte, weil sie einen Großteil der Schüler des Gymnasiums Stellingen, das in eine Gesamtschule umgewandelt worden war, übernahm. 1986 verzeichnete die Schule nur 50 Anmeldungen für die fünften Klassen, was mit der Eröffnung anderer Gymnasien im Umfeld zusammenhing. Um das Gymnasium im Stadtteil Stellingen besser zu verankern und den Bekanntheitsgrad dort zu steigern, riefen Lehrer des Gymnasiums die Vortragsreihe Schule Aktuell ins Leben.

## Gegenwart
Im Jahr 2018 begann die erste Bläserklasse 5 ihre Ausbildung im Albrecht-Thaer-Gymnasium. Jedes Kind hat die Möglichkeit, ein Blasinstrument zu erlernen, unabhängig von Vorkenntnissen. Die Schule bietet weiterhin bilinguale Spanisch-Klassen an. In den Jahren 2021/2022 wurde das Schulgelände neugestaltet. Zusätzliche Sitz-, Spiel-, Kletter- und Sportmöglichkeiten stehen auf einem nun parkähnlichen Schulgelände zur Verfügung.
Im Juni 2022 wurde das 100-jährige Jubiläum des Hoisdorfer Schullandheims gefeiert – eines der ältesten deutschen Schullandheime. Im Mai 2023 fand in der Laeiszhalle der Festakt zum 150-jährigen Schuljubiläum statt, zu dem neben dem Bildungssenator Thies Rabe auch der ehemalige Schüler Rolf Zuckowski eingeladen wurde. Dessen Programm wurde von den Schulensembles musikalisch umrahmt.

## Gebäude
In den Jahren 2021/2022 wurde das Schulgelände neugestaltet. Zusätzliche Sitz-, Spiel-, Kletter- und Sportmöglichkeiten stehen auf einem nun parkähnlichen Schulgelände zur Verfügung. Im Zuge einer Sanierung der Grundleitungen und großflächigen Umgestaltung wurde 2023 auch an Regenwasser, Starkregenereignisse und eine sinnvolle Entwässerung gedacht: Für Regenfälle stehen auf dem Gelände sogenannte Mulden bereit. Außerdem wurden befestigte Untergründe auf Wegen und Flächen entsiegelt. Das Wasser von den Dächern wird nicht im Untergrund, sondern durch offene Pflasterrinnen abgeleitet. Das neue 12-Klassenhaus wurde zu Beginn des Schuljahres 2024 von Schulbau Hamburg übergeben. In Planung sind der Umbau der Sporthalle zu einer 3-Feldsporthalle (2026) und die Schulaula im Jahr 2028.

## Auszeichnungen
Seit vielen Jahren ist das Gymnasium als Klimaschule, Umweltschule, Bewegte Schule und Schule mit vorbildlicher Berufsbildung ausgezeichnet. 2023 wurde die Schulgemeinschaft für ihr Engagement bei Klima- und Umweltschutz mit dem Gütesiegel „Klimaschule 2023-2024“ ausgezeichnet. Als einzige Schule Hamburgs und eine von fünf Schulen in Deutschland erhielt das Gymnasium die Auszeichnung Verbraucherschule Gold.

## Bekannte ehemalige Lehrer
- Gustav Wendt (1848–1933), Lehrer, Politiker (DFP), MdR, Lehrer von 1897 bis 1901
- Wilhelm Lamszus (1881–1965), Hilfslehrer, Reformpädagoge, Antikriegsschriftsteller
- Kurt Edler (1950–2021), Lehrer, Politiker (GAL), lehrte hier von 1999 bis 2004
- Altuğ Ünlü (* 1965), Komponist, Theoretiker, Musikwissenschaftler, Lehrer von August bis Oktober 2022

## Bekannte ehemalige Schüler
- Max Halberstadt  (1882–1940), Porträtfotograf (1899 an der Oberrealschule vor dem Holstentor)
- Hans Koopmann (1885–1959), Mediziner und Hochschullehrer
- Johann Valett (1888–1937), Maler (bis Ostern 1904 Schüler an der Oberrealschule Holstentor)
- Walther Lamp’l (1891–1933), Politiker (SPD) (1910 Abitur)
- Richard Schulz (1906–1997), Romanist, Esperantologe
- Karl Klasen (1909–1991), Präsident der Deutschen Bundesbank (1928 Abitur an der Thaer-Oberrealschule vor dem Holstentor)
- Hans Fahning (1925–2003), Wirtschafts- und Politikwissenschaftler (1946 oder 1947 Abitur)
- Paul Haarmeyer (1928–2014), Politiker (CDU), MdHB (1948 Abitur)
- Karl-Heinz Tiemann (1940–2022), Agrarwissenschaftler (1961 Abitur)
- Rolf Zuckowski (* 1947), Musiker und Komponist (1967 Abitur)
- Curt Bernd Sucher (* 1949), Theaterkritiker (1969 Abitur)
- Andreas Rieckhof (* 1959), Politiker (SPD) (1978 Abitur)
- Stephan Hensel (* 1965), Moderator und Fotograf (1985 Abitur)
- Martina Koeppen (* 1967), Politikerin (SPD) (1987 Abitur)
- Zeljko Karajica (* 1970), Unternehmer (1990 Abitur)
- Tomislav Karajica (* 1976), Unternehmer (1996 Abitur)
- Arne Semsrott (* 1988), Journalist und Aktivist (2007 Abitur)
- Annika Urbanski (* 1994), Politikerin (SPD), MdHB (2012 oder 2013 Abitur)